# 福田次吉
福田 次吉（ふくだ じきち、1886年〈明治19年〉 - 1972年〈昭和47年〉）は、日本の土木技術者、内務官僚。

## 経歴
1909年（明治42年）、東京帝国大学工科大学土木工学科を卒業し、内務省に入省。土木局、東京土木出張所などに勤務する。1927年（昭和2年）土木局第二技術課長、1934年（昭和9年）仙台土木出張所長を経て、1936年（昭和11年）に退官。各地の内務省直轄河川・港湾の調査や改修計画に携わった。
内務省退官後は神奈川県顧問となり、京浜工業地帯建設の計画・実施を指導する。その後、日立製作所顧問のほか、地元・金沢の長建設顧問、治山社取締役を務めた。